# Pandora box
Pour les articles homonymes, voir Pandora's Box.
Pandora Box est une série de bande dessinée du scénariste Alcante.
La série, composée de huit tomes et dessinée par sept dessinateurs, reprend chacun des sept péchés capitaux.

## Synopsis

### Mythe fondateur
Pandore était, selon la mythologie grecque, la première femme. Elle avait dans sa dot une boîte qu'elle ne devait pas ouvrir et censée renfermer tous les maux de l'humanité  : la Vieillesse, la Maladie, la Guerre, la Famine, la Misère, la Folie, le Vice, la Tromperie et la Passion, ainsi que l'Espérance. Une fois mariée elle ouvrit la boîte et libéra ainsi les maladies et malheurs qui se déversèrent sur notre Terre. Elle referma la boîte trop tard pour les empêcher de sortir, et seule l'Espérance y resta enfermée…

### Scénarios
Chaque album de la série, sauf le dernier, aborde un des sept pêchés capitaux (dont il porte le nom) associé avec une technologie humaine et une légende grecque. 
| Tome | Pêché          | Technologie humaine         | Légende Grecque        |
| ---- | -------------- | --------------------------- | ---------------------- |
| 1    | L'orgueil      | le clonage humain           | Narcisse               |
| 2    | La paresse     | le dopage                   | la guerre de Troie     |
| 3    | La gourmandise | l'élevage intensif          | Thésée et le Minotaure |
| 4    | La luxure      | la réalité virtuelle        | Orphée et Eurydice     |
| 5    | L'avarice      | la spéculation boursière    | Midas                  |
| 6    | L'envie        | l'intelligence artificielle | Prométhée              |
| 7    | La colère      | les armes bactériologiques  | Pandore                |
| 8    | L'espérance    |                             |                        |

Même si les actions se déroulent dans un futur plus ou moins proche, on assiste à une critique sévère des dérives de notre société actuelle avec des thèmes majeurs de notre planète. Les quelques thèmes choisis ici permettent de mettre sur la sellette certains comportements de nos sociétés modernes (les limites de la recherche médicale, l'intérêt personnel de nos dirigeants ou des grands patrons de sociétés, la mise au Panthéon des athlètes du sport, la faim dans le monde, les excès alimentaires de notre monde occidental, les intrigues politiques, les dangers de la recherche bactériologique...) et de pousser le raisonnement jusqu'à l'absurde, un peu comme le font Pierre Boulle ou Jean Van Hamme dans S.O.S. Bonheur.

### Indices
Différentes allusions à des mythes émaillent les différents scénarios des 8 livres. Par exemple :
- Le personnage récurrent de la vieille dame énonçant des prédictions : la Pythie
- Tome 1 : le journaliste dans le tome 1 a une révélation devant un miroir (Narcisse), le président Shimmer (miroitement, en anglais), le bébé tient un narcisse dans ses mains,
- Tome 2 : le docteur Philoctète, l'adversaire de Troy se blesse au tendon… d'Achille, on voit un cheval de bois dans une case.
- Tome 3 : Tézé, Truffe le petit veau, les 7 jeune filles et 7 jeunes garçons morts
- Tome 4 : Ewan va chercher Shannon dans une boîte de strip-tease et essayer de la sortir de la drogue (allusion à l'enfer); il est un artiste qui a remporté 5 oscars; Shannon travaille dans un groupe appelé les naïades et fait un spectacle dans l'eau; Ewan finit par tomber amoureux d'elle; le nom Shade est une anagramme de Hadès, gardien des enfers.
- Tome 5 : le personnage principal (Midas), son entreprise (Midas Enterprise), sa fille s'appelle Goldie (référence à l'or), Midas réussi tout ce qu'il entreprend on peut dire que tout ce qu'il touche est transformé en or, sa bague est sertie d'une pépite d'or, lorsque l'homme en course pour la présidence a une relation avec une femme, cette dernière est filmée par une statue de Dionysos, la statue en or représentant Goldie.
- Tome 6 : Charlton Almighty représente Zeus (son nom veut dire Tout-puissant en anglais), le logo de Synapse est un éclair (une des nombreuses représentations de Zeus), la fille d'Almighty apporte le savoir aux androïdes comme Prométhée a apporté le feu aux humains, l'aigle qui vient manger le foie de Tibor.
- Tome 7 (étroitement lié au tome 6) :  les maux sont représentés par l'aviation, le prénom d'un des personnages (Pam) ressemble à un surnom de Pandora, Pam travaille à la boîte de pandore, l'innocence ouvre la boîte
- Tome 8 : il n'y a aucun lien apparent avec les mythes.

Les noms de la plupart des personnages sont d'ailleurs des références aux mythes antiques : Narcisse Shimmer, Hector Troy, Ariane Pathfinder…
L'auteur s'est amusé à parsemer ces indices dans tous les tomes. On en retrouve une liste exhaustive sur le site officiel de la série.

## Albums
Les huit albums sont nés de scénarios écrits par Alcante et sont publiés par les éditions Dupuis, dans leur collection Empreinte(s).
1. L’Orgueil, dessins de Didier Pagot, 2005
2. La Paresse, dessins de Vujadin Radovanović, 2005
3. La Gourmandise, dessins de Steven Dupré, 2005
4. La Luxure, dessins de Roll Pignault, 2005
5. L’Avarice, dessins d'Erik Juszezak, 2005
6. L’Envie, dessins d'Alain Henriet, 2005
7. La Colère, dessins de Sébastien Damour, 2006
8. L’Espérance, dessins de Didier Pagot, 2006